# Anatomia, Histologia, Embryologia
Anatomia, Histologia, Embryologia, abgekürzt Anat. Histol. Embryol., ist eine wissenschaftliche Fachzeitschrift, die vom Wiley-Blackwell-Verlag im Auftrag der Weltvereinigung der Veterinäranatomen veröffentlicht wird. Die Zeitschrift ging aus dem Zentralblatt für Veterinärmedizin hervor, dass 1953 gegründet wurde. Im Jahr 1963 erfolgte eine Aufspaltung in drei Reihen, die Zentralblatt für Veterinärmedizin, Reihe A-C hießen. Das Zentralblatt für Veterinärmedizin, Reihe C wurde 1972 in Anatomia, Histologia, Embryologia umbenannt, die Bandzählung für diese Zeitschrift beginnt 1972. Die Zeitschrift erscheint derzeit sechsmal im Jahr. Es werden Arbeiten veröffentlicht, die sich mit beschreibenden, angewandten und klinischen Fragestellungen aus der Anatomie, Embryologie und Histologie beschäftigen.
Der Impact Factor lag im Jahr 2014 bei 0,672. Nach der Statistik des ISI Web of Knowledge wird das Journal mit diesem Impact Factor in der Kategorie Anatomie und Morphologie an 18. Stelle von 20 Zeitschriften und in der Kategorie Veterinärmedizin an 86. Stelle von 133. Zeitschriften geführt.